# برنامج طولاني للطفولة المبكرة
يوفر برنامج الدراسة الطولانية للطفولة المبكرة (ECLS) بيانات حول نمو الأطفال في الولايات المتحدة الأمريكية. ويتم تنفيذ هذا البرنامج من خلال معهد علوم التعليم (Institute of Education Sciences). وهو يوفر بيانات حول حالة الأطفال عند الميلاد وفي فترات متنوعة بعد ذلك. كما يوفر برنامج الدراسة الطولانية للطفولة المبكرة كذلك البيانات اللازمة لتحليل العلاقات بين مجموعة كبيرة من متغيرات العائلة والمدرسة والمجتمع والأفراد ونمو الأطفال والتعلم المبكر والأداء في المدرسة.

## وصلات خارجية
- برنامج الدراسة الطولانية للطفولة المبكرة (ECLS)